# Jiří X. Kartlijský

Kartlijsko-gruzijké území

Jiří X. (gruzínsky: გიორგი X) byl gruzínským a kartlijským králem z rodu Bahrationů.

## Život
Jiří se narodil v roce 1561. Byl nejstarším synem krále Šimona I. Kartlijského a jeho ženy Nestan Darejan Kachetské.
Jiří, tehdy ještě princ, bojoval roku 1598 po boku svého otce proti osmanským okupačním silám. Moci se ujal o rok později, když byl Šimon I. zajat Turky v bitvě u Nakhiduri. Jiří se několikrát pokoušel otce ze zajetí vykoupit, dokonce nabízel výměnou svého syna jako rukojmí, ale vyjednávání byla marná a Šimon zemřel v roce 1612 v zajetí.
Jiří X. se znovu setkal s Osmany na bitevním poli v roce 1601. Když v následujícím roce vyhlásila Osmanské říši války Persie vedená Abbásem I., přidal se Jiří X. na perskou stranu konfliktu.
Za odměnu mu udělil Abbás I. menší pozemky v Íránu. Výměnou za ně však šáh požádal o oblast v údolí řeky Debed a vyslal následně na toto území příslušníky turkmenského kmene Borčali, coby svou vojenskou zálohu.
Jiří X. byl prvním kartlijským králem, který se pokusil navázat diplomatické styky se severně ležícím Ruským carstvím. V rámci toho se dokonce rozhodl provdat svou dceru Elenu za cara Borise Godunova. Nestabilní politická situace v obou zemích však tyto diplomatické snahy nakonec ukončila.
Podle gruzínských kronik zemřel Jiří X. náhle na bodnutí do jazyka poté, co se zakousl do dortu, po kterém lezla včela. Stalo se to na podzim v roce 1606. Objevily se také spekulace, že byl otráven na příkaz Peršanů, konkrétně Abbáse I.

## Potomci
Jiří X. se 15. září 1578 oženil s Mariam Tamarou (zemřela kolem roku 1614), dcerou krále Jiřího I. Lipartianského z dynastie Dadianů. Měli spolu pět dětí:
- Luarsab II (1592 až 1622), kartlijský král.
- David (narozený v roce 1595), zmizel během mise na záchranu svého dědečka Šimon I. z tureckého zajetí.
- Elena (narozená v roce 1591), manželka Feodora II. Ruského.
- Chorošan (zesnulá v roce 1658), druhá manželka Teimuraze I. z Kakheti
- Tinatin (známá jako Fatma Sultan Begum), manželka šáha Abba I., který se s ní rozvedl po popravě jejího bratra a provdal ji za správce Kakheti Paykara Khān Igīrmī Dūrta.